# 안데스생쥐
안데스생쥐(Andinomys edax)는 비단털쥐과 목화쥐아과에 속하는 설치류의 일종이다. 안데스생쥐속 (Andinomys)의 유일종이다. 아르헨티나와 볼리비아, 칠레, 페루에서 발견된다.